# Ted Conover
Ted Conover, né le 17 janvier 1958 à Okinawa, est un écrivain et journaliste américain. Sa spécialité est le reportage d'infiltration.

## Biographie
Ted Conover suit des études d'anthropologie qu'il abandonne pour affronter la réalité et traverser l'Amérique en train à la manière des hobos. Au fil du rail est publié en 1984 et devient un classique de la non fiction.
Il se fait ensuite passer pour un clandestin pour mieux comprendre la vie des migrants à la frontière entre les États-Unis et le Mexique. Il en fait un nouveau livre Les Coyotes sorti en 1987.
En 2000, il sort un livre sur la prison de Sing Sing "Newjack : une année dans la prison la plus célèbre des États-Unis.

## Œuvres

### Originales en anglais
- Rolling Nowhere: Riding the Rails with America's Hoboes, 1984,  (ISBN 978-0-670-60319-0)
- Coyotes: A Journey Across Borders with America's Illegal Migrants, 1987,  (ISBN 0-394-75518-9)
- Whiteout: Lost In Aspen, 1991,  (ISBN 978-0-394-57469-1)
- Newjack: Guarding Sing Sing, 2000,  (ISBN 978-0-375-50177-7)
- The Routes of Man: Travels in the Paved World, 2010,  (ISBN 978-1-4000-4244-9) hardcover,  (ISBN 978-1400077021) paper
- Immersion: A Writer's Guide to Going Deep, 2016,  (ISBN 9780226113067) paper

### Traductions en français
- Les Coyotes : un périple au-delà des frontières avec les migrants clandestins, 2015,  (ISBN 978-2-211-21949-5)
- Au fil du rail, l'Amérique des hobos, 2016,  (ISBN 978-2-36468-103-3)
- Newjack : une année dans la prison la plus célèbre des États-Unis, 2018,  (ISBN 978-2-36468-258-0)
- Là où la terre ne vaut rien, Éditions du Sous-sol, coll. « Feuilleton non-fiction », 2024, 333 p. (ISBN 978-2-36468-699-1)